# Porphyrochroa genalis
Porphyrochroa genalis är en tvåvingeart som beskrevs av José Albertino Rafael och Ale-rocha 2002. Porphyrochroa genalis ingår i släktet Porphyrochroa och familjen dansflugor.
Artens utbredningsområde är Dominikanska republiken. Inga underarter finns listade i Catalogue of Life.